# Maurice Duplay

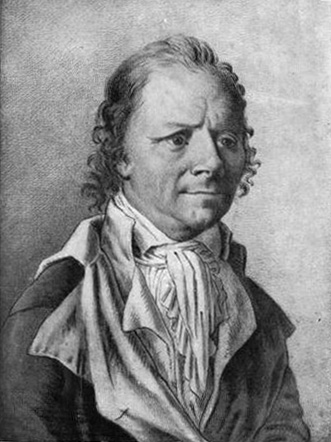
Maurice Duplay

Maurice Duplay (* 23. Dezember 1736 in Saint-Didier-La Séauve (heutiges Département Haute-Loire); † 30. Juni 1820 in Paris) war ein Tischler und französischer Revolutionär, der aber insbesondere dadurch bekannt wurde, dass Maximilien de Robespierre bei ihm zur Untermiete wohnte.

## Leben
Duplay besaß neben seinem Tischlereibetrieb drei Mietshäuser und war daher relativ wohlhabend. Er beteiligte sich als Mitglied der Jakobiner und Geschworener des Revolutionstribunals an der Französischen Revolution. Seine Tochter Éléonore galt als Verlobte Robespierres und seine Tochter Elisabeth war mit dem Abgeordneten des Nationalkonvents Le Bas verheiratet. Nach dem 9. Thermidor II (27. Juli 1794) wurde die gesamte Familie Duplay wegen ihrer Verbindung zu Robespierre inhaftiert. Duplays Ehefrau wurde in ihrer Zelle erhängt aufgefunden, Elisabeth und Éléonore wurden am 8. Dezember 1794 freigelassen, Maurice Duplay kam erst am 6. Mai 1795 aus dem Gefängnis.

## Publikationen
- Robespierre, Amant de la Patrie. Albin Michel, Paris 1929.